# Kerry Huffman
Pour les articles homonymes, voir Huffman.
Kerry Huffman (né le 3 janvier 1968 à Peterborough en Ontario au Canada) est un ancien joueur professionnel de hockey sur glace.

## Carrière

### Carrière en club

#### Les débuts en junior
Il commence sa carrière en jouant pour les Bees Juniors de Peterborough de la division B de la ligue junior de l'Ontario, la Ligue de hockey de l'Ontario. Il débute en 1984-85 et l'année d'après rejoint les Platers de Guelph. Il remporte alors la Coupe Memorial avec son équipe et à titre personnel, il est remporte également le trophée George-Parsons du joueur de la finale avec le meilleur état d'esprit.
À l'issue de cette première saison dans l'OHL, il est choisi lors du repêchage d'entrée dans la Ligue nationale de hockey de 1986 par les Flyers de Philadelphie en tant que premier choix, le 20e au total. Il joue tout de même une saison de plus dans l'OHL avec les Plates et est une nouvelle récompensé par un trophée, le trophée Max-Kaminsky du meilleur défenseur de la saison.
Il fait tout de même ses débuts avec les professionnels à la fin de la saison 1986-1987 en jouant pour les Flyers neuf matchs et pour les Bears de Hershey de la Ligue américaine de hockey pour trois matchs.

#### Carrière professionnelle
Il devient professionnel au cours de l'été et va jouer une trentaine de matchs dans la LAH et le reste de la saison dans la LNH. Il va jouer pendant six ans avec la franchise des Flyers, parfois passant plus de temps dans la LAH que dans la LNH jusqu'à l'été 1992. Il fait alors partie des joueurs quittant les Flyers pour rejoindre les Nordiques de Québec en retour de leur premier choix de repêchage de 1991 : Eric Lindros. Les Flyers vont donc venir Lindros en retour de : Huffman, Peter Forsberg, Ron Hextall, Chris Simon, Mike Ricci, Steve Duchesne, un choix de premier choix en 1993 (Jocelyn Thibault), un autre choix de première ronde en 1994 et 15 000 000 dollars.
Il ne reste malgré tout pas longtemps avec les Nordiques et au cours de la saison 1993-1994, il est mis en ballotage par l'équipe de Québec. Il est récupéré par les Sénateurs d'Ottawa avec qui il ne va pas non plus passer énormément de temps. Au cours de la saison 1995-1996, il retourne jouer pour les Flyers en retour de considérations futures. Néanmoins, à la fin de la saison, il est laissé libre par les Flyers et signe avec les Thunder de Las Vegas de la Ligue internationale de hockey en tant qu'agent libre le 12 octobre. Un an plus tard, il signe son dernier contrat de deux ans avec des concurrents de la LIH : les Griffins de Grand Rapids. Il met fin à sa carrière avec plus de 400 matchs joués dans la LNH sur une dizaine de saisons.

### Carrière internationale
Il représente le Canada lors du championnat du monde junior 1987. Au cours de cette édition, une bagarre générale éclate entre les représentants du Canada et de l'Union soviétique, avec pour conséquences l'élimination des deux équipes.
Il est sélectionné une seconde fois pour représenter sa nation lors du championnat du monde 1992.

## Statistiques
Pour les significations des abréviations, voir Statistiques du hockey sur glace.

### Statistiques en club
| Saison     | Équipe                       | Ligue      |     | Saison régulière | Saison régulière | Saison régulière | Saison régulière | Saison régulière |   | Séries éliminatoires | Séries éliminatoires | Séries éliminatoires | Séries éliminatoires | Séries éliminatoires |
| Saison     | Équipe                       | Ligue      | PJ  | B                | A                | Pts              | Pun              | PJ               | B | A                    | Pts                  | Pun                  |                      |                      |
| 1984-1985  | Bees Juniors de Peterborough | OHA-B      | 24  | 2                | 5                | 7                | 53               |                  |   |                      |                      |                      |                      |                      |
| 1985-1986  | Platers de Guelph            | LHO        | 56  | 3                | 24               | 27               | 35               | 20               | 1 | 10                   | 11                   | 10                   |                      |                      |
| 1985-1986  | Platers de Guelph            | C.M.       | 4   | 0                | 3                | 3                | 2                |                  |   |                      |                      |                      |                      |                      |
| 1986-1987  | Platers de Guelph            | OHL        | 44  | 4                | 31               | 35               | 20               | 5                | 0 | 2                    | 2                    | 8                    |                      |                      |
| 1986-1987  | Flyers de Philadelphie       | LNH        | 9   | 0                | 0                | 0                | 2                |                  |   |                      |                      |                      |                      |                      |
| 1986-1987  | Bears de Hershey             | LAH        | 3   | 0                | 1                | 1                | 0                | 4                | 0 | 0                    | 0                    | 0                    |                      |                      |
| 1987-1988  | Flyers de Philadelphie       | LNH        | 52  | 6                | 17               | 23               | 34               | 2                | 0 | 0                    | 0                    | 0                    |                      |                      |
| 1988-1989  | Bears de Hershey             | LAH        | 29  | 2                | 13               | 15               | 16               |                  |   |                      |                      |                      |                      |                      |
| 1988-1989  | Flyers de Philadelphie       | LNH        | 29  | 0                | 11               | 11               | 31               |                  |   |                      |                      |                      |                      |                      |
| 1989-1990  | Flyers de Philadelphie       | LNH        | 43  | 1                | 12               | 13               | 34               |                  |   |                      |                      |                      |                      |                      |
| 1990-1991  | Bears de Hershey             | LAH        | 45  | 5                | 29               | 34               | 20               | 7                | 1 | 2                    | 3                    | 0                    |                      |                      |
| 1990-1991  | Flyers de Philadelphie       | LNH        | 10  | 1                | 2                | 3                | 10               |                  |   |                      |                      |                      |                      |                      |
| 1991-1992  | Flyers de Philadelphie       | LNH        | 60  | 14               | 18               | 32               | 41               |                  |   |                      |                      |                      |                      |                      |
| 1992-1993  | Nordiques de Québec          | LNH        | 52  | 4                | 18               | 22               | 54               | 3                | 0 | 0                    | 0                    | 0                    |                      |                      |
| 1993-1994  | Nordiques de Québec          | LNH        | 28  | 0                | 6                | 6                | 28               |                  |   |                      |                      |                      |                      |                      |
| 1993-1994  | Sénateurs d'Ottawa           | LNH        | 34  | 4                | 8                | 12               | 12               |                  |   |                      |                      |                      |                      |                      |
| 1994-1995  | Sénateurs d'Ottawa           | LNH        | 37  | 2                | 4                | 6                | 46               |                  |   |                      |                      |                      |                      |                      |
| 1995-1996  | Sénateurs d'Ottawa           | LNH        | 43  | 4                | 11               | 15               | 63               |                  |   |                      |                      |                      |                      |                      |
| 1995-1996  | Flyers de Philadelphie       | LNH        | 4   | 1                | 1                | 2                | 6                | 6                | 0 | 0                    | 0                    | 2                    |                      |                      |
| 1996-1997  | Thunder de Las Vegas         | LIH        | 44  | 5                | 19               | 24               | 38               | 3                | 0 | 0                    | 0                    | 2                    |                      |                      |
| 1997-1998  | Griffins de Grand Rapids     | LIH        | 73  | 4                | 23               | 27               | 60               | 3                | 0 | 0                    | 0                    | 2                    |                      |                      |
| 1998-1999  | Griffins de Grand Rapids     | LIH        | 4   | 0                | 1                | 1                | 6                |                  |   |                      |                      |                      |                      |                      |
| Totaux LNH | Totaux LNH                   | Totaux LNH | 401 | 37               | 108              | 145              | 361              | 11               | 0 | 0                    | 0                    | 2                    |                      |                      |

### Carrière internationale
| Année | Compétition                 |   | PJ | B | A | Pts | Pun            |  | Résultat |
| 1987  | Championnat du monde junior | 6 | 0  | 1 | 1 | 4   | Disqualifiés   |  |          |
| 1992  | Championnat du monde        | 6 | 1  | 0 | 1 | 2   | Huitième place |  |          |

## Trophées et honneurs personnels
- Ligue de hockey de l'Ontario
  - 1987 - Coupe Memorial et trophée George-Parsons
  - 1988 - trophée Max-Kaminsky